# 須田盛永
須田 盛永（すだ もりなが）は、戦国時代から江戸時代前期にかけての武士。

## 経歴
武田勝頼に仕え、武田氏衰退後は徳川家康のもとに仕える。天正11年（1583年）に甲斐国に22貫500文の領地を与えられる。天正18年（1590年）の家康の関東移封後、領地を移される。
子の盛満が家督を継いだ。

## 系譜
- 父：須田盛義
- 長男：須田盛満
- 次男：須田広庄
- 三男：須田盛守